# Trybunał inkwizycji w Brescii
Trybunał inkwizycji w Brescii – sąd inkwizycyjny, mający swą siedzibę w Brescii w Republice Weneckiej. Istniał jako samodzielny trybunał w latach 1498–1797. Od połowy XVI wieku należał do struktur inkwizycji rzymskiej. Był kierowany przez dominikanów.

## Historia
W XIII i na początku XIV wieku diecezja Brescii podlegała inkwizytorom Mediolanu. Na początku XIV wieku utworzyła wraz z Bergamo jeden okręg inkwizytorski. Nie miał on stałej siedziby, inkwizytor rezydował albo w Bergamo, albo w Brescii. Unia tych dwóch diecezji trwała do 1498.
W XV wieku konwenty dominikańskie w Brescii i Bergamo stały się ośrodkami ruchu obserwanckiego w zakonie dominikańskim. W 1459 weszły w skład utworzonej wówczas Kongregacji Lombardzkiej, autonomicznej struktury w zakonie, niezależnej od władzy prowincjała. Wikariusz generalny Kongregacji Lombardzkiej przejął z rąk prowincjała Lombardii Górnej prawo mianowania inkwizytorów Brescii i Bergamo. W tym samym stulecia oba ośrodki znalazły się w granicach Republiki Weneckiej.
W 1498 okręg Brescii i Bergamo został podzielony na dwa samodzielne trybunały. Pod koniec XV wieku i na początku XVI wieku działalność trybunału inkwizycji w diecezji Brescii koncentrowała się na ściganiu rzekomych czarownic, szczególnie w alpejskich dolinach, takich jak Valcamonica. Jednak największe polowanie na czarownice w Valcamonica w 1518, w wyniku którego spalono około 70 osób, było w przeważającej mierze dziełem delegatów biskupa Brescii Paolo Zane, z minimalnym jedynie współudziałem dominikańskiej inkwizycji. Procesy te zostały wstrzymane na skutek interwencji władz Republiki Weneckiej, które już wcześniej demonstrowały sceptycyzm wobec teologicznej koncepcji realności zbrodni czarów.
W 1512 Brescia i Bergamo zostały połączone unią personalną, ale ok. 1515 rozdzielono je już na stałe.
W 1548 pod naciskiem władz Republiki Weneckiej zreorganizowano trybunał w Brescii, poprzez wprowadzenie do składu trybunału świeckich urzędników. Dwa lata później w Brescii stracony został Francesco Calcagno, skazany za bluźnierstwo i sympatie proluterańskie. Formalnie wyrok ten wydał jednak trybunał inkwizycji z Wenecji, który przejął sprawę od inkwizytora Brescii.
O późniejszej historii inkwizycji w Brescii wiadomo bardzo niewiele, z uwagi na zbyt skromny zasób ocalałej po niej dokumentacji. Trybunał ten funkcjonował aż do upadku Republiki Weneckiej w wyniku inwazji rewolucyjnej Francji i proklamowania przez rewolucjonistów Republiki Cisalpińskiej (1797). Formalny dekret o jego zniesieniu władze republikańskie ogłosiły 29 maja 1797.

## Organizacja
Siedziba trybunału znajdowała się w dominikańskim konwencie S. Domenico w Brescii. Inkwizytor był zawsze dominikaninem z lombardzkiej prowincji zakonnej. Jego jurysdykcji podlegała diecezja Brescii. Pomagało mu łącznie 24 wikariuszy, w tym 17 wikariuszy generalnych i 7 wikariuszy rejonowych, rezydujących na prowincji.

## Inkwizytorzy Brescii (1498–1797)
- Angelo Faella da Verona OP (1498–1499)[2]
- Apollonio da Gavardo OP (1499–1502)[2]
- Andrea Porcellaga da Brescia OP (1502–1508)[2]
- Silvestro Mazzolini da Prierio OP (1508–1511)[2]
- Giorgio Cacatossici da Casale OP (1511–1515)[2], także inkwizytor Bergamo (od 1512)[2]
- Giovanni da Soncino OP (1515–1516)[2]
- Agostino Mori da Brescia OP (1516–1517)[2]
- Girolamo da Lodi OP (1518–1525)[2]
- Pietro Cattanei da Provaglio OP (1525–1530)[2]
- Donato da Brescia OP (1530–1539)[3]
- Domenico Marchetti da Castenedolo OP (1539–1541)[4]
- Pietro Martire Sangervasi da Brescia OP (1542–1543)
- Stefano Conforti da Brescia OP (1543–1559)
- Aurelio Schilino da Brescia OP (1560–1569)
- Tommaso Zobbio OP (1569–1576)
- Domenico Bazzardi OP (1577–1578)
- Gervasio Guidiciolo OP (1578–1581)
- Vincenzo Busiatti de Montesanto OP (1581–1582)
- Cipriano da Rimini OP (1582–1586)
- Giovanni Battista Penna da Finale OP (1586–1591)
- Domenico Villa da Lodi OP (1591–1593)
- Agostino Galamina OP (1593–1595)
- Paolo Pagliari da Capriata OP (1595–1601)
- Francesco Petrasanta da Rivalta OP (1601–1625)
- Silvestro Ugolotti da Castiglione OP (1626–1628)
- Girolamo Zuppeti da Quinzano OP (1630–1639)
- Clemente Ricetti da Iseo OP (1639–1647)
- Piero Martire Bonacci da Raggiato OP (1647–1652)
- Vincenzo Maria Cimarelli OP (1652–1660)
- Vincenzo Maria Rivali OP (1662–1665)
- Sisto Cerchi da Bologna OP (1665–1667)
- Giovanni Battista Righi OP (1667–1671)
- Desiderio Muri da Vicenza OP (1671–1674)
- Angelo Giuliani da Cesena OP (1674–1679)
- Giovanni Domenico Bertacci da Cingoli OP (1679–1682)
- Antonio Cecotti da Cotignola OP (1682–1696)
- Giovanni Battista Pichi da Ancona OP (1696–1699)
- Giuseppe Maria Tabaglio OP (1699–1701)
- Raimondo Fulminissi da Rotella OP (1701–1706)
- Giovanni Domenico Accursi da Ferrara OP (1706)
- Tommaso Antonio Manganoni da Bergamo OP (1706–1723)
- Giacinto Pio Sarli da Ascoli OP (1723–1724)
- Tommaso Maria de Angelis da Jesi OP (1724–1739)[5]
- Pietro Antonio Bagioni da Forli OP (1739–1740)[6]
- Giacinto Antonio Biondi OP (1740-1743)
- Girolamo Giacinto Maria Medolago da Bergamo OP (1744–1745)[7]
- Lauro Maria Picinelli da Brescia OP (1745–1746)[8]
- Giacinto Maria Marini OP (1746–1755)[9]
- Andrea Bonfabio da Brescia OP (1755–1759)[10]
- Angelo Tommaso Gattelli d'Argenta OP (1759–1766)[11]
- Raimondo Petrelli OP (1766–1782)[12]
- Carlo Domenico Bandieri OP (1782–1797?)[13]